# Kleptochthonius packardi
Kleptochthonius packardi är en spindeldjursart som först beskrevs av Hagen 1879.  Kleptochthonius packardi ingår i släktet Kleptochthonius och familjen käkklokrypare. Inga underarter finns listade i Catalogue of Life.